# 로마자 글꼴
로마자 글꼴은 유럽과 아메리카 대륙에서 사용하는 라틴 문자의 다양한 글꼴이다. 서체의 종류도 많으며, 크게 산세리프, 세리프체로 나눈다. 라틴 문자의 서체가 발달하기 시작한 것은 활판인쇄술이 아직 미약한 중세시대였다. 중세시대 때는 당시 인쇄술이 발달하지 못했으므로 손으로 직접 쓰는 일이 많았다. 그래서 서체 수도 적었고, 책이 널리 보급되지 못했다. 당시에 유명한 필기체를 예를 들면 로마서체, 카롤링거왕조체, 인슐라체 등이 있었다.
현재는 인쇄술의 발전과 더불어 다양한 서체들이 많이 만들어졌다. 그러나 구조는 크게 산세리프체와 세리프체를 말한다. 산세리프체는 강조하기 위해 진하게 만들어진 서체이며, 세리프체는 굵기에 변화를 주어 독자들의 눈에 편리하게 펜글씨 형태로 만들어진 것을 의미한다.

## 같이 보기
- 로만체